# روبين سيدربيرغ
روبين سيدربيرغ (بالسويدية: Robin Cederberg)‏ (25 فبراير 1983 بالسويد - ) هو لاعب كرة قدم سويدي في مركز الدفاع. لعب مع Notodden FK ‏ وMjällby AIF ‏ وHusqvarna FF ‏.

## وصلات خارجية
- روبين سيدربيرغ على موقع اتحاد السويد (السويدية)
- روبين سيدربيرغ على موقع قاعدة بيانات كرة القدم.إي يو (الإنجليزية)
- روبين سيدربيرغ على موقع Soccerway.com (الإنجليزية)